# Municipi de Glostrup
El municipi de Glostrup  és un municipi danès situat al nord-est de l'illa de Sjælland, a la perifèria de Copenhaguen, abastant una superfície de 13 km². Amb la Reforma Municipal Danesa del 2007 va passar a formar part de la Regió de Hovedstaden, però no va ser afectat territorialment.
La ciutat més important i seu administrativa del municipi és Glostrup. Altres poblacions del municipi són:
- Hvissinge
- Ejby

## Consell municipal
Resultats de les eleccions del 18 de novembre del 2009:
| Partit                       | vots | % vots |
| ---------------------------- | ---- | ------ |
| Socialdemokratiet            | 3351 | 33,4   |
| Det Radikale Venstre         | 197  | 2,0    |
| Det Konservative Folkeparti  | 930  | 9,3    |
| Socialistisk Folkeparti      | 1760 | 17,5   |
| Glostruplisten               | 482  | 4,8    |
| Dansk Folkeparti             | 1396 | 13,9   |
| Venstre                      | 1738 | 17,3   |
| Enhedslisten - De Rød-Grønne | 175  | 1,7    |

### Alcaldes
| Alcalde       | Període               | Partit            |
| ------------- | --------------------- | ----------------- |
| Søren Enemark | 1-1-2007 a 31-12-2009 | Socialdemokratiet |
|               | 1-1-2010 a 31-12-2013 |                   |